# Consejería de Defensa (Generalidad de Cataluña)
La Consejería de Defensa (en catalán: Conselleria de Defensa) fue un organismo dependiente de la Generalidad de Cataluña que existió durante los primeros meses de la Guerra Civil Española para hacerse cargo de las cuestiones militares, a pesar del hecho de que las competencias de defensa eran exclusivas al gobierno de la República.

## Historia
Tras el estallido de la contienda, la Generalidad de Cataluña empezó asumir competencias que no le correspondían según la Constitución republicana y también según su propio Estatuto de Autonomía. El 31 de julio de 1936 el gobierno de la Generalidad estableció una Consejería de Defensa para hacerse cargo de las cuestiones militares. Este órgano era claramente inconstitucional dado que las competencias de defensa eran del gobierno de Madrid. Un hecho de este tipo habría tenido serias implicaciones en una situación normal, pero en el contexto del caos de los primeros días de la contienda este constituyó un hecho más que pasó desapercibido.
El teniente coronel Felipe Díaz Sandino fue nombrado consejero de defensa. Vicente Guarner fue nombrado subsecretario de la Consejería en agosto de 1936, quedando encargado de organizar las columnas que salían para el Frente de Aragón, de establecer industrias de guerra, escuelas de oficiales y fortificaciones. Otra de las labores que realizó este organismo fue el establecimiento de una industria bélica en Barcelona que apoyara el esfuerzo de guerra republicano, dado que en Cataluña no existía ninguna industria de este tipo. La Generalidad se hizo cargo de una decena de fábricas, aunque en realidad estas estuvieran controladas por los anarquistas.
La falta de coordinación con las autoridades de Madrid fue otro importante problema. Por ejemplo, las milicias procedentes de Barcelona que actuaban en el Frente de Aragón, lo hicieron desde el primer momento sin ninguna coordinación con el Ministerio de la Guerra en Madrid, algo que también ocurrió durante el Desembarco de Mallorca. Cuando el ministro de Marina y Aire, el socialista Indalecio Prieto, visitó a Díaz Sandino, este lo recibió "como si fuera ministro de una potencia extranjera".
Díaz Sandino logró la disolución del Comité de Milicias Antifascistas de Cataluña en el mes de octubre, lo que en teoría le dejaba al frente de todas las fuerzas militares de Catañuña. Para Díaz Sandino era prioritario llevar a cabo la militarización de las milicias, como ya se había hecho en la zona central. El 6 de diciembre firmó un decreto por el que creaba el Ejército Popular de Cataluña, que en teoría estaría compuesto por tres divisiones, 9 regimientos de infantería, tres regimientos de artillería y numerosos grupos de apoyo. Sin embargo, a pesar de sus denodados esfuerzos, no pudo llevar a cabo la ansiada militarización y las milicias anarquistas continuaron disfrutando de una amplia autonomía tanto en Cataluña como en el Frente de Aragón. Ciertamente, los anarquistas también disponían de una gran influencia dentro de la Consejería de Defensa, y después de diciembre de 1936 fue un anarquista, Francisco Isgleas, el que asumió las funciones de Consejero de Defensa.
Después de los Sucesos de mayo de 1937, el gobierno republicano intervino en Cataluña y recuperó las competencias en materia de defensa, por lo que la Consejería fue disuelta. El Ejército Popular de Cataluña sería disuelto y en su lugar se creó el Ejército del Este, que procedió a la militarización definitiva de las milicias.

## Consejeros
| Nombre              | Inicio                  | Final                   |
| ------------------- | ----------------------- | ----------------------- |
| Felipe Díaz Sandino | 31 de julio de 1936     | 17 de diciembre de 1936 |
| Francisco Isgleas   | 17 de diciembre de 1936 | 5 de mayo de 1937       |